# Башкортостан укытыусыхы
«Башкортостан укытыусыһы» (Учитель Башкортостана; баш. Башҡортостан уҡытыусыһы) — ежемесячный общественно-педагогический и научно-методический журнал на башкирском и русском языках.

## История
Журнал начал издаваться с февраля 1920 года под названием «Мэгэриф эштэре» («Дела просвещения») в Стерлитамаке на старобашкирском языке.
С февраля 1924 года журнал издаётся в Уфе под названием «Белем» («Знание»), а с октября 1931 года — «Культура революцияхы» («Культурная революция»).
На страницах освещались проблемы введения латиницы и кириллицы в Башкирской АССР, литературного башкирского языка, выпусков учебников и учебно-методических пособий.
Современное название — «Башкортостан укытыусыһы» журнал получил в мае 1936 года.
В 1941—1952 годы журнал временно прекращает издаваться.
До 2006 года учредителем журнала являлось Министерство образования Республики Башкортостан, а с 2006 года — Управление по делам печати, издательства и полиграфии при Правительстве Республики Башкортостан.
С 2008 года сооучредителями журнала также стали Министерство образования Башкортостана и коллектив редакции.

## Описание журнала
Журнал предназначен для работников системы образования. В нём публикуются материалы по пропаганде передового педагогического опыта, а также учебно-методические статьи, план-конспекты уроков, учебные планы и программы и так далее.
В журнале имеются отделы «Башкирский язык и литература», «Начальная школа», «Русский язык и литература», «Национальные языки и литературы»,  «Краеведение», «Естественные и точные науки», «Воспитание и дополнительное образование». Основные рубрики журнала: «Время и образование», «Дошкольное воспитание», «Иностранный язык в школе», «Профессиональное образование», «Управление образованием», «Юридическая консультация», «Советы психолога», «В помощь классному руководителю», «Башкирский язык в русской школе», «Трибуна директора» и другие.
Кроме башкирского и русского языков, часть материалов публикуются на английском, марийском, немецком, татарском, удмуртском, французском и чувашском языках.
Журнал распространяется в Республике Башкортостан и в соседних к нему субъектах Российской Федерации.

## Главные редакторы
- Ченекаев Тухватулла Гиззатуллович (Тухват Ченекай, с 1920 по 1925 год)
- Имай Насыри (1925—1931 гг.)
- Гайнуллин С. (1931—1936 гг.)
- Давлетшин Г. Д. (1936—1938 гг.)
- Шагибекова М. (1938—1941 гг.)
- Ишбулатов Г. Г. (1952—1955 гг.)
- Бикметов Н. И. (1955—1961 гг.)
- Шункаров А. В. (1961—1966 гг.)
- Иргалин Г. Д. (1966—1969 гг.)
- Гарипов А. М. (1969—1971 гг.)
- Гумеров С. Я. (1971—2005 гг.)
- Давлетбирдина Т. С. (2005—2007 гг.)
- Каримов С. Г. (с 2007 года)